# جیمی نیپس
جیمی نِـیپس (انگلیسی: Jimmy Napes) یک ترانه‌سرا، خواننده و تهیه‌کننده موسیقی است. وی از سال ۲۰۱۲ میلادی تاکنون مشغول فعالیت بوده‌است.
او در سال ۲۰۱۵ میلادی، برندهٔ جایزه اسکار بهترین ترانه شد. همچنین در آن سال، جیمی نیپس برندهٔ جایزه گرمی برای بهترین ترانه سال بابت ترانهٔ «با من بمان» شد.

## زندگی
پسر جان ناپیر، طراح تئاتر انگلیس و دونا کینگ  رقاص و بازیگر آمریکایی، نیپس در انگلیس بزرگ شد.
در سال ۲۰۱۰، او با الیزا دولیتل در آلبومی به همین نام کار کرد. از آن زمان ، او برای چندین هنرمند دیگر ، از جمله دیسکلوژر ، سم اسمیت ، کلین بندیت  و ماری . جی بلیج ، نویسندگی کرده است (و با آنها همکاری کرده است). در سال ۲۰۱۵، وی برای کار در فیلم "با من بمان" اسمیت که به طور مشترک با اسمیت و توریست نوشته شده ، جایزه گرمی را به عنوان آهنگ سال دریافت کرد. در همان سال ، نیپس همچنین برای نوشتن فیلم "بجای باش" از کلین بندیت  ، جایزه ایوور نورلو را به عنوان بهترین آهنگ معاصر برنده شد.
نیپس اولین EP خود را به عنوان خواننده با نام «ساختن من» در متد رکوردز در مارس 2015 منتشر کرد. برای نوشتن فیلم «نوشته های روی دیوار» با سم اسمیت ، نیپس برنده جایزه گلدن گلوب و اسکار بهترین آهنگ اصلی شد.
نیپس همچنین یک پسر دارد که زاده ۲۰۱۵ میلادی هست . 